# Distrito de Orbe

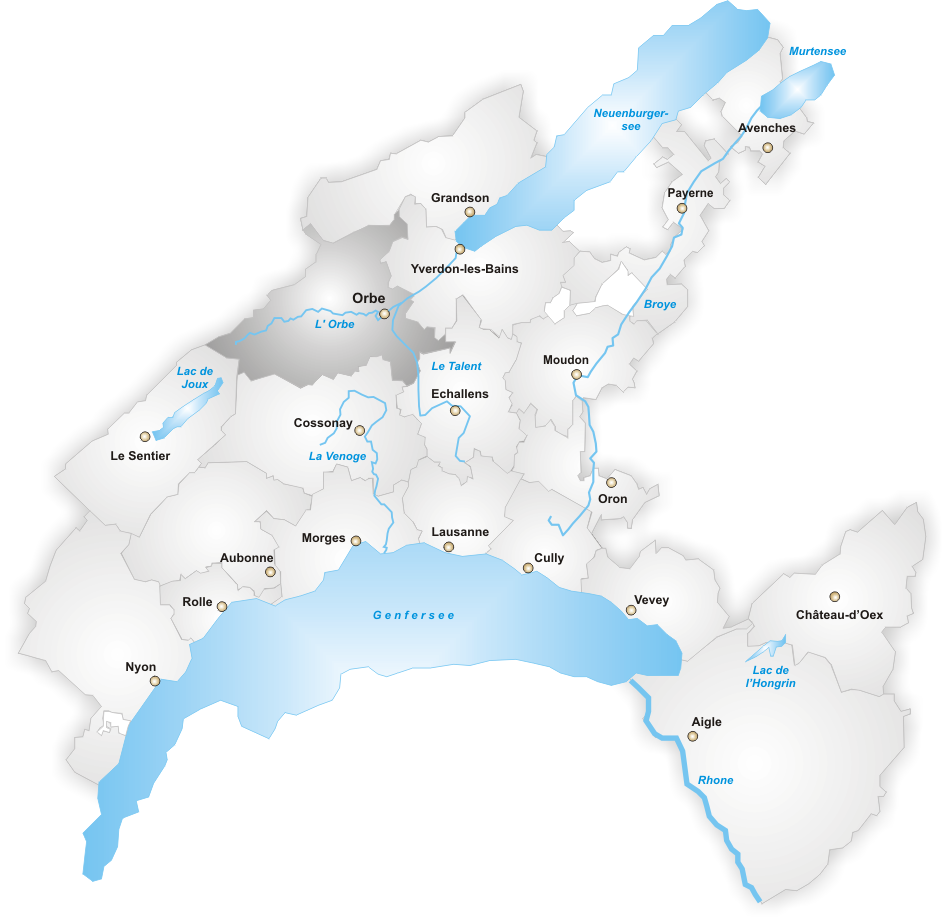
Localización del distrito.

El distrito de Orbe es uno de los 19 antiguos distritos del cantón de Vaud, Suiza.
Desapareció el 1 de enero de 2008, después de una reorganización territorial del cantón de Vaud, donde las comunas que lo componían pasaron a incorporarse al nuevo distrito de Jura-Nord vaudois.
Administrativamente está dividido en cuatro círculos y 25 comunas.

## Comunas
- Círculo de Baulmes:
  - Baulmes
  - L'Abergement
  - Lignerolle
  - Rances
  - Sergey
  - Valeyres-sous-Rances
  - Vuitebœuf

- Círculo de Orbe:
  - Bavois
  - Chavornay
  - Corcelles-sur-Chavornay
  - Montcherand
  - Orbe

- Círculo de Romainmôtier-Envy:
  - Agiez
  - Arnex-sur-Orbe
  - Bofflens
  - Bretonnières
  - Croy
  - Juriens
  - La Praz
  - Les Clées
  - Premier
  - Romainmôtier-Envy (resultado de la fusión de Romainmôtier con Envy en 1970)

- Círculo de Vallorbe:
  - Ballaigues
  - Vallorbe
  - Vaulion